# Hornfrösche
Die Hornfrösche oder Schmuckhornfrösche (Ceratophrys) sind eine Gattung der Froschlurche (Anura), die mit acht Arten in Südamerika heimisch sind. Der deutsche Name beruht auf einem hornartigen Zipfel über jedem Auge, besonders ausgeprägt beim Gemalten Hornfrosch (Ceratophrys cornuta) und beim Schildfrosch (Ceratophrys aurita).

## Merkmale
Durch ihre runde Körperform und ihr riesiges Maul, das ihnen im Englischen auch den Namen wide-mouthed frogs („Breitmaulfrösche“) eingebracht hat, wirken Hornfrösche wie ein Ball mit Maul. Die Färbung besteht aus unregelmäßigen Flecken, die die Konturen des Tieres verschwimmen lassen (Somatolyse). Einige Arten besitzen einen Knochenschild in der Rückenhaut, der bei Ceratophrys aurita mehrteilig, bei Ceratophrys ornata einteilig ist. Die Männchen werden je nach Art 10 bis 13 cm, die Weibchen 15 bis 20 cm groß.
Die Zunge der Hornfrösche ist groß, länglich-oval, nach vorne zu verjüngt und nahezu herzförmig. Sie ist nach vorne ausklappbar und an der Spitze mit Schleim versehen, der die Klebewirkung der Zungenoberfläche beim Insektenfang verstärkt.
Der Erstbeschreiber, Prinz Maximilian zu Wied-Neuwied, gab der Gattung den deutschsprachigen Namen Hornkröten, weil sie eine kegelförmig aufgerichtete Spitze auf jedem Augenlid tragen.

## Lebensweise
Hornfrösche sind Ansitzjäger, die sich in Moos, Laub oder lockerer Erde eingraben und reglos auf Beute lauern, die sie mit einem Sprung erreichen. Nahrungstiere sind, je nach Größe des Frosches in wechselndem Mengenverhältnis, Insekten, Spinnen, Kleinnager, Eidechsen, Jungvögel und andere Amphibien (einschließlich kleinerer Artgenossen).
Eine besondere Rolle spielt dabei die Zusammensetzung des Schleims auf der Zungenspitze der Frösche. Dieser gewährleistet beispielsweise das Ankleben der Zunge auf den Insektenpanzern, deren Oberflächen hydrophob sind und die nur sehr schwach an anderen Oberflächen haften. Die Hauptkomponenten im Schleim der Frösche sind, wie besonders bei den Hornfröschen erforscht wurde, Mucine und Glycoproteine, deren Molekülenden besonders viel von der Aminosäure Cystein enthalten. Der Polymercharakter mit den vielen Hydroxygruppen vermittelt die Haftwirkung der Mucine.

## Systematik und Taxonomie

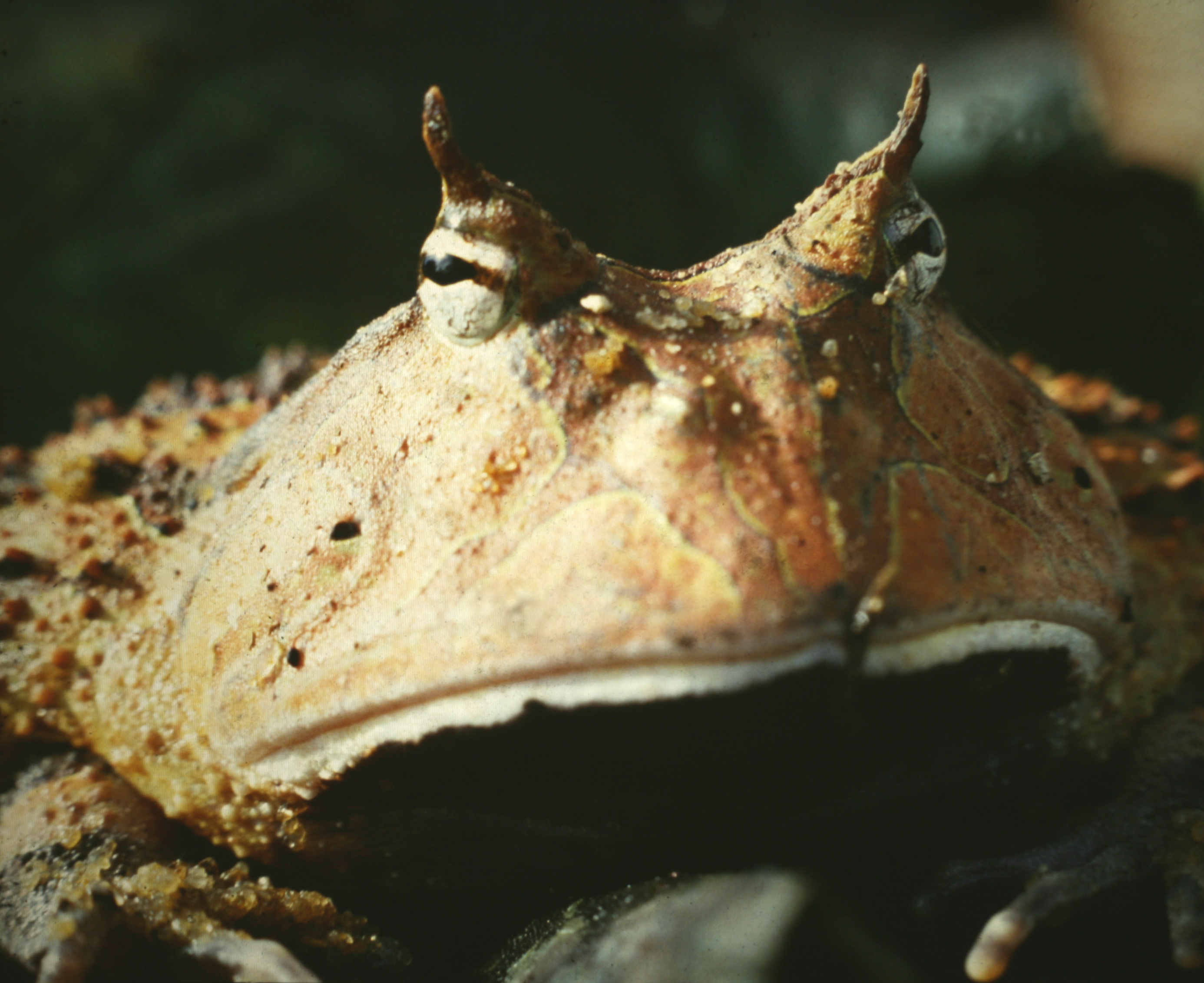
Gemalter Hornfrosch
(Ceratophrys cornuta)

Früher wurden die Hornfrösche zur Familie der Südfrösche (Leptodactylidae i. w. S.) gezählt. Nach deren Auflösung sind sie nun die Namensgeber der Familie Ceratophryidae. Die früheren Unterfamilien Telmatobiinae und Batrachylinae wurden zu Familien erhoben.

### Fossilfund

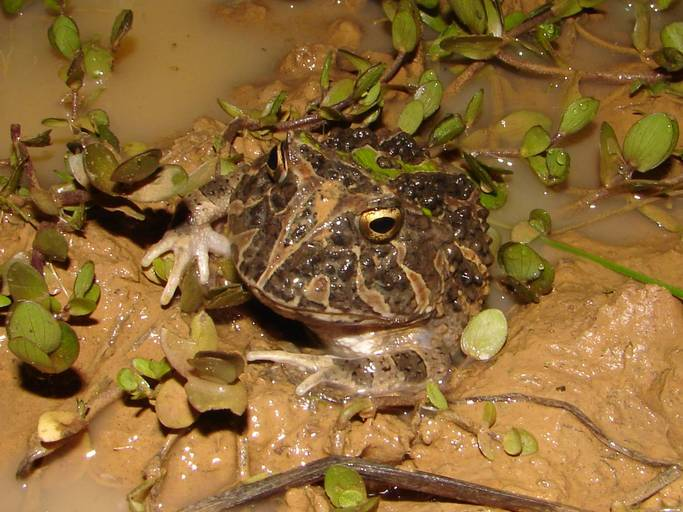
Der als Kolumbianischer oder Venezolanischer Schmuckhornfrosch bezeichnete Ceratophrys calcarata

2008 wurde auf Madagaskar eine fossile Froschart entdeckt, die in ihrem Körperbau an die Hornfrösche erinnerte. Das Taxon wurde von ihren Entdeckern Beelzebufo genannt und trotz der geographisch weiten Entfernung zu Südamerika als Schwestertaxon der Hornfrösche angesehen. Das 65 bis 70 Millionen Jahre alte Fossil sollte auf eine bis in die späte Kreidezeit reichende Landverbindung zwischen Madagaskar und Südamerika hindeuten. Die südlichen Kontinente waren zwar im Verlauf der Erdgeschichte lange Zeit im Großkontinent Gondwana vereint, in der Periode des Jura begann jedoch schon vor rund 150 Millionen Jahren die Abtrennung Madagaskars von Afrika und den anderen Kontinenten. Eine engere gemeinsame Stammesgeschichte von Beelzebufo und den übrigen Arten der Gattung Ceratophrys ist damit unwahrscheinlich und auch durch andere wissenschaftliche Methoden nicht nachweisbar.
Vielmehr deuten die Ähnlichkeiten im Körperbau auf eine konvergente Entwicklung durch eine ähnliche Lebensweise hin. Wie die heute lebenden Hornfrösche lebte Beelzebufo wahrscheinlich terrestrisch und grub sich Erdhöhlen zum Schutz. Seine Größe und seine starken Kiefer waren dazu geeignet, auch gepanzerte Tiere zu erbeuten.

### Arten

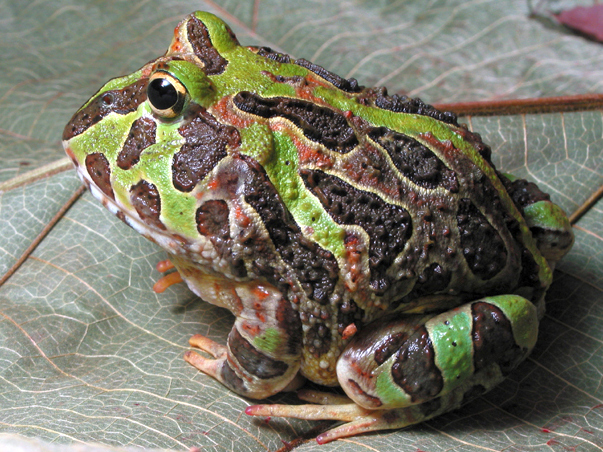
Pazifischer Schmuckhornfrosch
(Ceratophrys stolzmanni)

Als Typusart der Gattung wurde von Maximilian zu Wied-Neuwied 1824 die gemeine Hornkröte Ceratophrys varius aus der Umgebung von Rio de Janeiro beschrieben. Es stellte sich später heraus, dass dieselbe Art ein Jahr zuvor von Giuseppe Raddi als Bufo auritus beschrieben worden war. Dadurch wurde später wegen der Prioritätsregel der Name Ceratophrys aurita für die Typusart der Gattung Ceratophrys gewählt. Auch der schon von Carl von Linné 1758 als Rana cornuta beschriebene Gemalte Hornfrosch (Ceratophrys cornuta) gehört heute zur Gattung Ceratophrys. Es sind acht Arten in dieser Gattung vertreten. Die deutschen Benennungen stammen aus dem Buch Schmuckhornfrösche – Die Gattung Ceratophrys.
Stand: 18. Februar 2021
- Ceratophrys aurita (Raddi, 1823) – Brasilianischer Schmuckhornfrosch oder Schildfrosch; Brasilien in den Bundesstaaten Minas Gerais und Bahia bis Rio Grande do Sul
- Ceratophrys calcarata Boulenger, 1890 – Kolumbianischer oder Venezolanischer Schmuckhornfrosch; Kolumbien und Venezuela
- Ceratophrys cornuta (Linnaeus, 1758) – Surinam- oder Gemalter Hornfrosch; nördliches Südamerika mit Peru, Ecuador, Kolumbien, Suriname, Guiana und Französisch-Guayana (ausgenommen Venezuela)
- Ceratophrys cranwelli Barrio, 1980 – Chaco-Hornfrosch; Gran-Chaco-Region in Argentinien, Bolivien und Paraguay sowie in Brasilien
- Ceratophrys joazeirensis Mercadal, 1986 – Caatinga-Schmuckhornfrosch; Brasilien in den Bundesstaaten Bahia, Paraíba, Rio Grande do Norte, Pernambuco, Alagoas, Sergipe und Minas Gerais
- Ceratophrys ornata (Bell, 1843) – Argentinischer Schmuckhornfrosch; Argentinien, Uruguay und an der Küste des brasilianischen Bundesstaates Rio Grande do Sul
- Ceratophrys stolzmanni Steindachner, 1882 – Pazifischer Schmuckhornfrosch; Peru und Ecuador
- Ceratophrys testudo Andersson, 1945 – Ecuadorianischer Schmuckhornfrosch; östliches Ecuador

## Haltung als Haustier
Bei Terrarienfreunden sind sie für ihr simples Beuteschema bekannt: Sie versuchen alles zu fressen, was sich bewegt und in ihr großes Maul passt. Johann von Fischer wies bereits 1884 in seinem Handbuch Das Terrarium auf die Gefräßigkeit der Hornfrösche hin. Für die Fütterung im Terrarium werden Regenwürmer, Maden, Schaben, Heimchen und Grillen empfohlen, ergänzend sind ab und zu auch junge Mäuse bei einigen Arten beliebt. Die Haltung der Tiere ist deutlich einfacher als die Nachzucht.